# Laureano Tombolini
Laureano Martín Tombolini (13 de agosto de 1976, Santa Isabel, Santa Fe, Argentina) es un exfutbolista argentino que jugaba como arquero. Su último club fue Juventud Unida de Santa Isabel, su ciudad natal.

## Trayectoria
Hizo las divisiones inferiores en Rosario Central, donde en el año 1998 debutó en Primera División.
Luego, en el año 2002, fue comprado por Colón de Santa Fe hasta el año 2008, cuando fue traspasado a Instituto de Córdoba. Después de esa temporada, fue contratado por Olimpo de Bahía Blanca.
Después de estar 3 años defendiendo el arco de los bahienses, el 27 de agosto de 2012 el experimentado arquero santafesino fue contratado por el Sol de América, de Formosa, para afrontar el Torneo Argentino B 2012-2013.
A mediados de 2013, fue contratado por Juventud Unida de San Luis, del Torneo Argentino A.
En febrero de 2015, se anunció su pase al Club Atlético Mitre de Santiago del Estero del Torneo Argentino A, para luego retornar a Juventud en 2016.
Después de dos años y tras ganar el último clásico con el club Juventud Unida de Santa Isabel en la Liga Venadense de Fútbol se retiró de la práctica activa. 
En 2022 disputó un torneo en la Asociación Rosarina de Fútbol Amateur, en el club DOKE de Rosario, y logró consagrarse campeón.-

## Clubes
| Club                                      | País      | Año       |
| ----------------------------------------- | --------- | --------- |
| Rosario Central                           | Argentina | 1997-2002 |
| Colón                                     | Argentina | 2002-2008 |
| Instituto de Córdoba                      | Argentina | 2008-2009 |
| Olimpo de Bahía Blanca                    | Argentina | 2009-2012 |
| Club Sol de América (Formosa)             | Argentina | 2012-2013 |
| Juventud Unida de San Luis                | Argentina | 2013-2015 |
| Club Atlético Mitre (Santiago del Estero) | Argentina | 2015-2016 |
| Juventud Unida de San Luis                | Argentina | 2016-2018 |
| Juventud Unida de Santa Isabel            | Argentina | 2019-2023 |

### Estadísticas
| Equipo                    | Temporada           | Liga     | Liga  | Copa Nacional | Copa Nacional | Copa Internacional | Copa Internacional | Total    | Total |
| Equipo                    | Temporada           | Partidos | Goles | Partidos      | Goles         | Partidos           | Goles              | Partidos | Goles |
| Rosario Central Argentina | 1998/99             | ?        | ?     | -             | -             | ?                  | ?                  | ?        | ?     |
| Rosario Central Argentina | 1999/00             | ?        | ?     | -             | -             | ?                  | ?                  | ?        | ?     |
| Rosario Central Argentina | 2000/01             | ?        | ?     | -             | -             | ?                  | ?                  | ?        | ?     |
| Rosario Central Argentina | 2001/02             | ?        | ?     | -             | -             | -                  | -                  | ?        | ?     |
| Rosario Central Argentina | Total               | 70       | 0     | -             | -             | 19                 | 0                  | 89       | 0     |
| Colón Argentina           | 2002/03             | ?        | ?     | -             | -             | -                  | -                  | ?        | ?     |
| Colón Argentina           | 2003/04             | ?        | ?     | -             | -             | 4                  | 0                  | ?        | ?     |
| Colón Argentina           | 2004/05             | ?        | ?     | -             | -             | -                  | -                  | ?        | ?     |
| Colón Argentina           | 2005/06             | 33       | 0     | -             | -             | -                  | -                  | 33       | 0     |
| Colón Argentina           | 2006/07             | 38       | 0     | -             | -             | -                  | -                  | 38       | 0     |
| Colón Argentina           | 2007/08             | 9        | 0     | -             | -             | -                  | -                  | 9        | 0     |
| Colón Argentina           | Total               | 177      | 0     | -             | -             | 4                  | 0                  | 181      | 0     |
| Instituto Argentina       | 2008/09             | 38       | 0     | -             | -             | -                  | -                  | 38       | 0     |
| Instituto Argentina       | Total               | 38       | 0     | -             | -             | -                  | -                  | 38       | 0     |
| Olimpo Argentina          | 2009/10             | 35       | 0     | -             | -             | -                  | -                  | 35       | 0     |
| Olimpo Argentina          | 2010/11             | 38       | 0     | -             | -             | -                  | -                  | 38       | 0     |
| Olimpo Argentina          | 2011/12             | 16       | 0     | 1             | 0             | -                  | -                  | 17       | 0     |
| Olimpo Argentina          | Total               | 89       | 0     | 1             | 0             | -                  | -                  | 90       | 0     |
| Sol de América Argentina  | 2012/13             | ?        | ?     | -             | -             | -                  | -                  | ?        | ?     |
| Sol de América Argentina  | Total               | ?        | ?     | -             | -             | -                  | -                  | ?        | ?     |
| Juventud Unida Argentina  | 2013/14             | 36       | 0     | 6             | 0             | -                  | -                  | 42       | 0     |
| Juventud Unida Argentina  | Total               | 36       | 0     | 6             | 0             | -                  | -                  | 42       | 0     |
| Mitre (SdE) Argentina     | 2015                | 4        | 0     | 0             | 0             | -                  | -                  | 4        | 0     |
| Mitre (SdE) Argentina     | Total               | 4        | 0     | 0             | 0             | -                  | -                  | 4        | 0     |
| Total en su carrera       | Total en su carrera | 414      | 0     | 7             | 0             | 23                 | 0                  | 444      | 0     |

- Datos: Q6499693